# Sălașu de Sus (gmina)
Sălașu de Sus – gmina w Rumunii, w okręgu Hunedoara. Obejmuje miejscowości Coroiești, Mălăiești, Nucșoara, Ohaba de sub Piatră, Paroș, Peștera, Râu Alb, Râu Mic, Sălașu de Jos, Sălașu de Sus i Zăvoi. W 2011 roku liczyła 2359 mieszkańców.